# Stenopelmatus minor
Stenopelmatus minor är en insektsart som beskrevs av Henri Saussure 1859. Stenopelmatus minor ingår i släktet Stenopelmatus och familjen Stenopelmatidae. Inga underarter finns listade i Catalogue of Life.